# Eressa malaccensis
Eressa malaccensis là một loài bướm đêm thuộc phân họ Arctiinae, họ Erebidae.